# Бубен шамана
Также есть статья о Шаманском бубне.
«Бу́бен шама́на» — песня из репертуара Аллы Пугачёвой на музыку Александра Зацепина и стихи Леонида Дербенёва. Появилась в репертуаре певицы в 1975 году, а в 1978 году была издана на её дебютном студийном альбоме «Зеркало души». Изданию песни в сольном альбоме предшествовало её попадание в кинофильм «Центровой из поднебесья» (1977), а также выпуск на одноимённом миньоне с промо-саундтреком к нему (1976). Песня создана и записана в сочетании нескольких жанров, таких как поп-музыка, арт-рок с элементами психоделии, фанк и блюз-рок.

## История создания
Шаман живёт в глухом краю,
Но я туда билет достану.
Шаману денег посулю,
Шаману денег посулю
И он ударит в бубен старый.
Заслышав бубен, заслышав бубен,
Запляшут духи у огня.
И лгать мне будут, и лгать мне будут,
Что снова любишь ты меня.
<…>
Согласно воспоминаниям Александра Зацепина, в конце 1974 года в ДК им. Горбунова он познакомился с тогда мало кому известной певицей Аллой Пугачёвой. Ему нужна была солистка, исполняющая песни в кинофильмах, к которым он писал музыку. До этого он много лет работал с Аидой Ведищевой и Ниной Бродской. Его новый выбор пал на начинающую Аллу Пугачёву, с которой у него в дальнейшем завязалось успешное сотрудничество. Первыми картинами, над песнями к которым работали Зацепин и Пугачёва, были кинофильмы «Между небом и землёй» и «Центровой из поднебесья». Солист ВИА «Ариэль» Валерий Ярушин в своей книге «Судьба по имени Ариэль» упоминает, что над песнями к этим фильмам они работали в январе 1975 года. Помимо песни «Бубен шамана», для кинофильма «Центровой из поднебесья» Пугачёвой были записаны песни «Верблюд» (с солистами ВИА «Весёлые ребята»), «Угу-гу», «До свиданья, лето» и «Любовь одна виновата».
Пугачёва вспоминала, что во время записи песни «Бубен шамана» была простужена и из-за высокой октавы в конце второго куплета сорвала голос на несколько месяцев. Певице пришлось его достаточно долго восстанавливать дыхательной гимнастикой по системе Стрельниковой. Полностью голос восстановить не удалось, и она больше не могла петь фальцетом.

## Студийная запись
Песня была записана единожды и Пугачёва в дальнейшем её не перезаписывала. Подобно другим песням из репертуара певицы на музыку Зацепина, песня была записана в домашней музыкальной студии композитора.
Участники записи:
- Вокал — Алла Пугачёва
- Бэк-вокал — солисты ВИА «Весёлые ребята» (Александр Барыкин, Роберт Мушкамбарян, Анатолий Алёшин)
- Инструментальная часть — инструментальный ансамбль под управлением Виталия Клейнота
- Аранжировка — Виталий Клейнот

## Саундтрек
Изначально главную роль в фильме «Центровой из поднебесья» — Нину Челнокову, должна была сыграть сама Пугачёва. Ещё до участия на фестивале «Золотой Орфей» по приглашению режиссёра Исаака Магитона на киностудии им. М. Горького она приняла участие в фото- и кинопробах в разных образах и вскоре была уже практически утверждена на главную роль. Однако в конечном счёте её кандидатуру сняли из-за возрастного несоответствия с главным героем, которого должен был сыграть баскетболист Виктор Кретов. В итоге Нину Челнокову сыграла актриса Людмила Суворкина, она пела песни голосом Пугачёвой. В кинофильме песня звучит фрагментарно — только припев. В концертные программы Пугачевой никогда не включалась и публично никогда не исполнялась.

## Издания
Впервые песня была издана в 1976 году на миньоне «Алла Пугачёва поёт песни из кинофильма „Центровой из поднебесья“», являющемся промосаундтреком к фильму «Центровой из поднебесья».
В мае 1978 года в виде двойного альбома был выпущен первый сольный релиз Пугачёвой «Зеркало души», куда вошли её записи 1975—1977 гг., в том числе и «Бубен шамана». Песня расположена на первой стороне первой пластинки под № 1. В сентябре 1978 года первый диск альбома был издан отдельным релизом.
В 1978 году песня была издана на болгарском изданим «Зеркала души» под названием «Огледало на душата», а в 1980-м — на чехословацком издании первого диска альбома под названием «Zrkadlo duše».
В 1996 году песня была включена в «Коллекцию» Аллы Пугачёвой, состоящую из 13 CD-дисков (вошла в 10-й CD-диск «Это было однажды»). В дальнейшем «Коллекция» неоднократно переиздавалась с включением песни «Бубен шамана».
В 1996 году песня вошла в CD-компиляцию «Александр Зацепин. Поёт Алла Пугачёва», переизданную в 2002 году под названием «Песни Александра Зацепина исполняет Алла Пугачёва».
Кинофильм «Центровой из поднебесья», в котором прозвучала песня, до сих пор официально не издан ни на DVD, ни на прочих носителях.